# Polkton (Karolina Północna)
Polkton – miasto w Stanach Zjednoczonych, w stanie Karolina Północna, w hrabstwie Anson.